# 이기령 (과학자)
이기령(李基寧(이기녕), 1914년 7월 16일 ~ 2002년 1월 29일)은 대한민국의 분자생물학자·생화학자이다.

## 이력

### 본관(관향)과 별칭, 그리고 출생
본관은 우봉(牛峰)이고 호(號)는 일천(一泉)이며 경성부 출생이다. 자유중화민국 타이완 유학 시절 사용한 중국어 이름은 리치룽(李岐榮, 이기영)이다.
예비역 대한민국 육군 소령이다.

### 학력
- 경성제1고등보통학교 졸업
- 경성의학전문학교 의학사 (임상병리과 전공)
- 일본 나가사키 대학교 대학원 생물학과 이학 석사
- 프랑스 파리 대학교 대학원 생화학과 이학박사

#### 비학위 수료
- 프랑스 파리 대학교 파스텔 연구소 이공과학연구과정 수료
- 자유중화민국 국립 타이완 대학교 이공과학연구과정 수료

### 저술 및 저서
- 《생화학》(문운당, 1967)
- 《유기화학》(향문당, 1967)

### 주요 경력

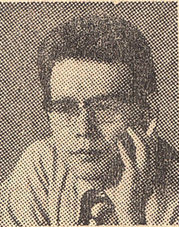
친가 8촌 삼종제
이어령 전직 문화부 장관

친조카 이장무 전직 서울대학교 총장

- 1936년 경성제국대학교 의과대학 의학부 부수.
- 1941년 일본 나가사키 의학전문학교 조수.
- 1943년 경성제국대학교 부속 강원도 평강고지요양연구소 조수.
- 1945년 경성제국대학교 생화학과 교수.
- 1946년 서울대학교 생화학과 교수(1979년 명예교수).
- 1950년 육군 대위로 임관하여 육군 수도사단 군의무장교를 지내며 군 신분으로 서울대학교 교수를 겸직 복무(1950년 8월 21일).
- 1951년 육군 수도사단 정훈장교 직위 보임.
- 1952년 육군 소령 진급.
- 1953년 육군 소령 예편(1953년 8월 21일).
- 1955년 대한생화학회 회장(1966년 퇴임).
- 1959년 원자력전문학회 자문위원(1962년 퇴임).
- 1962년 대한민국 국방부 급식제도 연구위원회 대표상임연구위원 직위 보임(1962년 7월 2일).
- 1962년 대한민국 국방부 급식제도 연구위원회 대표상임연구위원 직위 퇴임(1962년 12월 3일).
- 1968년 한국생화학회 회장(1969년 퇴임).
- 1979년 서울대학교 생화학과 명예교수.
- 1981년 영남대학교 생화학과 초빙교수.
- 1982년 인제대학교 생물학과 석좌교수.
- 1989년 인제대학교 유전자공학연구소 소장(1991년 퇴임).
- 1989년 대한민국 학술원 종신회원.
- 1992년 인하대학교 화학과 석좌교수.

### 가족 관계
그는 사학자 이병도(李丙燾) 前 서울대학교 명예교수의 장남이며 대한제국 육군 무관(武官) 조성근(趙性根)의 외손자(外孫子)이자 농화학자 이춘녕(李春寧)과 생화학자 이태녕(李泰寧)과 핵물리학자 이동녕(李東寧)의 형이고 서양화가 장욱진(張旭鎭)의 손윗처남이며 농화학자 조백현(趙伯顯)의 생질이다.
- 증조부: 이태용(李泰用, 1824년 10월 22일 ~ 1899년 12월 25일)
  - 조부: 이봉구(李鳳九, 1847년 10월 15일 ~ 1907년 10월 22일), 수군절도사
  - 조모 : 나주 김씨(1864년 4월 23일 ~ 1926년 12월 30일)
    - 백부: 이병묵(李丙默, 1876년 6월 19일 ~ 1950년 2월 12일)
    - 중부: 이병훈(李丙薰, 1880년 8월 17일 ~ 1953년 7월 29일)
    - 고모: 이병영(李丙暎, 1900년 ~ 사망)
    - 고숙: 윤치영(尹致暎)(1898년 2월 10일~ 1996년 2월 9일), 한국의 정치인·독립운동가.
    - 아버지: 이병도(李丙燾, 1896년 9월 20일 ~ 1989년 8월 14일), 한국의 교육인
    - 어머니: 조남숙(1895년 음력 11월 16일 ~ 1967년 5월 4일)
      - 동생: 이춘녕(1917년 3월 27일 ~ 2016년 7월 31일, 서울대학교 농과대학 학장)
        - 조카: 이장무(1945년 5월 14일 ~ , 전직 서울대학교 총장)
        - 조카: 이건무(1947년 9월 19일 ~ , 전직 문화재청 청장)

      - 동생:  이태녕(1924년 2월 8일 ~ , 서울대학교 사범대학 화학교육과 명예교수)
      - 동생: 이동녕(1927년 7월 22일 ~ , 서울대학교 물리학과 명예교수)
      - 동생: 이본녕(1936년 1월 14일 ~ , 사우스캐롤라이나대학교 의과대학 교수)
      - 동생: 이순경(1920년 9월 3일 ~ )
      - 매제: 장욱진(1917년 11월 26일 ~ 1990년 12월 27일, 화가)
      - 동생: 이운경(1931년 9월 9일 ~ , 이운경내과의원 원장)
      - 매제: 민헌기(閔獻基)(1928년 12월 7일 ~ 2021년 3월 6일), 휘문의숙 설립자 민영휘(閔泳徽)(1852년 5월 15일 ~ 1935년 12월 30일)의 증손자이며, 풍문여학교 설립자 민덕기(閔德基)(1915년 ~ 1980년 3월 8일)의 동생이다.
      - 부인: 모수미(牟壽美) - 재혼
        - 아들: 이웅무(李雄茂) - 1번째 前 부인 소생

  - 외조부: 조성근(趙性根, 1876년 음력 3월 12일 ~ 1938년 5월 15일)
    - 외숙부: 조백현(趙伯顯, 1900년 12월 15일 한성부 출생 ∼ 1994년 7월 13일), 농학자, 토양학자, 농화학자. 아호는 화농(華農). 서울대학교 대학원 농학박사 출신